# باغ بهشت (قصه)
باغ بهشت (به دانمارکی: Paradisets Have) یک افسانه ادبی از هانس کریستین آندرسن است که در تاریخ ۱۹ اکتبر ۱۸۳۹ توسط ناشر دانمارکی C. A. Reitzel در کپنهاگ دانمارک، به همراه دو داستان دیگر یعنی چمدان پرنده و لک‌لک‌ها در مجموعهٔ دوم قصه‌هایی برای کودکان منتشر شد.

## داستان
در روزگاری، شاهزاده‌ای زندگی می‌کرد که کتاب‌های فراوان و زیبایی داشت. در کتاب‌هایش می‌توانست وقایع تمام تاریخ بشر را بخواند و تصاویری باشکوه از سرزمین‌ها و مردمان ببیند. اما در هیچ‌یک از کتاب‌ها اثری از محل واقعی «باغ بهشت» نبود؛ همان باغی که همه آرزوی دیدنش را داشتند. شاهزاده، که از کودکی دربارهٔ آن باغ رؤیا می‌دید، همیشه در آرزوی یافتنش بود.
زمانی که هنوز پسربچه‌ای کوچک بود، مادربزرگش برای او تعریف کرد که در آن باغ هر گل از شیرینی خوشمزه‌ای ساخته شده و پرچم‌هایش از بهترین شراب‌هاست. گل‌هایی که خوردنشان برابر با یادگیری کامل درس‌هایی چون تاریخ، جغرافیا، و زبان بود. با خوردن هر گل، دانش به ذهن می‌آمد.
وقتی نوجوان شد و دانا‌تر، دریافت که باغ بهشت باید مفهومی فراتر از خوراکی‌های شیرین باشد. می‌گفت: «کاش آدم و حوا از میوه درخت دانش نمی‌خوردند؛ من اگر آنجا بودم، نمی‌گذاشتم گناه وارد دنیا شود!»
در سن هفده‌سالگی، شاهزاده تنها به دل جنگل زد. هوا بارانی شد، تاریکی همه‌جا را فرا گرفت و او که خسته و خیس شده بود، ناگهان غاری روشن و پرنور را دید. درون غار آتشی عظیم زبانه می‌کشید و آهویی بزرگ بر آتش کباب می‌شد. زنی قوی‌هیکل و سالخورده کنار آتش نشسته بود. او مادر چهار باد جهان بود و گفت پسرانش—باد شمال، جنوب، شرق و غرب—به زودی خواهند رسید.
باد شمال وارد شد، با دستانی یخ‌زده و ریشی پوشیده از قندیل. او از جزیره خرس‌ها و شکار نهنگ‌ها تعریف کرد. سپس باد غرب رسید، قوی و وحشی، از جنگل‌های آمریکا آمده بود. از شکار گاومیش و طوفان‌هایی که به پا کرده بود گفت. بعد، باد جنوب از آفریقا رسید؛ از دشت‌های کافرلند، شکار شیرها، و کاروان‌هایی در بیابان که در شن دفن شدند. مادر بادها، که از ویرانی‌های باد جنوب ناراضی بود، او را در کیسه‌ای انداخت تا آرام شود.
باد شرق، آخرین پسر، با لباس چینی رسید. او از برج چینی، رقصیدن با ناقوس‌ها، و سفر قریب‌الوقوعش به باغ بهشت گفت. شاهزاده، مشتاق شنیدن از این باغ، دوستش شد. باد شرق، با مهربانی، پذیرفت او را با خود به آن باغ ببرد؛ اما هشدار داد که باید در برابر وسوسه مقاومت کند.

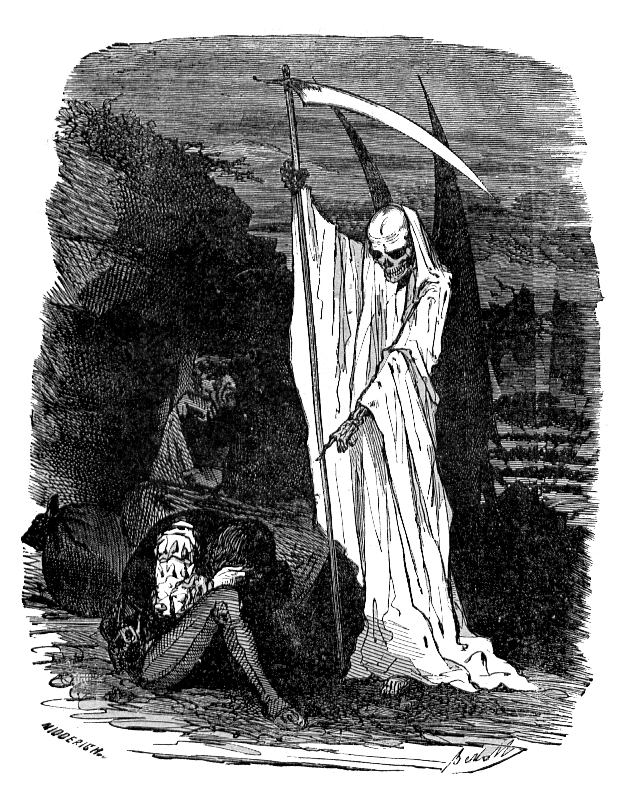

آن شب، خوابیدند و صبح فردا، شاهزاده سوار بر باد شرق شد. از فراز ابرها گذشتند، دریاها، کوه‌ها، و جنگل‌ها را پشت سر گذاشتند تا به باغی از شکوفه‌ها، انگورهای وحشی و میوه‌های رنگارنگ رسیدند. آنها وارد غاری شدند که یک سمتش در آفتاب و سمت دیگر در زمستان سرد بود؛ این مسیر باغ بهشت بود.
آنجا، رودخانه‌ای شفاف با ماهیان نقره‌ای، نیلوفرهای رنگین‌کمان، و پلی از مرمر سفید دیده می‌شد که به جزیرهٔ سعادت و باغ بهشت می‌رسید. در این باغ، شیرها و ببرها اهلی بودند و با کبوتران بازی می‌کردند. فرشتهٔ بهشت، با صورتی روشن چون خورشید و لباسی درخشان، شاهزاده را به کاخش برد. او برگ نخل اهدایی ققنوس را از باد جنوب دریافت کرد و خوشحال شد.
در تالاری بزرگ، دیوارها با صحنه‌هایی زنده از تاریخ بشر تزئین شده بود. درخت دانش در مرکز تالار می‌درخشید، سیب‌هایی طلایی از شاخه‌هایش آویزان بودند و از برگ‌هایش شبنم سرخ می‌چکید.
فرشته شاهزاده را به قایقی نشاند که در آن مناظری از جهان—کوه‌های آلپ، صحراهای مصر، حیوانات استرالیا—پیش چشمشان عبور کرد. شاهزاده شادمان بود و قول داد به درخت دانش نزدیک نشود.
فرشته هشدار داد که هر شب او را صدا خواهد کرد: «بیا، بیا!» اما شاهزاده نباید از جایگاهش دور شود. او اگر تنها یک بار به بوسه یا نگاه وسوسه‌انگیز پاسخ دهد، بهشت نابود خواهد شد.
اما همان شب اول، شاهزاده نتوانست مقاومت کند. به درخت نزدیک شد، چهرهٔ خوابیدهٔ فرشته را دید و اشک بر چشمانش یافت. او را بوسید، و در همان لحظه، رعد و برق آسمان را شکافت. باغ بهشت فرو رفت و همه‌چیز ناپدید شد.
وقتی به خود آمد، زیر بارانی سرد در کنار غار بادها بود. مادر بادها او را ملامت کرد و مرگ ظاهر شد. او به شاهزاده گفت که هنوز زنده است، اما باید تا زمان نامعلومی برای گناهانش توبه کند. مرگ گفت روزی فرا خواهد رسید که تابوت سیاهش را بر دوش خواهد کشید و اگر شاهزاده شایسته باشد، به ستاره‌ای در آسمان وارد خواهد شد؛ و اگر نه، پایین‌تر از باغ بهشت سقوط خواهد کرد...